# Parlement valencien
Pour pour l'institution médiévale, voir Cortes du royaume de Valence.
 (décembre 2022).
Si vous disposez d'ouvrages ou d'articles de référence ou si vous connaissez des sites web de qualité traitant du thème abordé ici, merci de compléter l'article en donnant les références utiles à sa vérifiabilité et en les liant à la section « Notes et références ».
XIe législature
Palais de Benicarló
Le Parlement valencien ou Cortes valenciennes (nom officiel en catalan : Corts Valencianes) est l'organe législatif de la Généralité valencienne, l'institution gouvernementale de la communauté valencienne, en Espagne.

## Organisation, règlement et composition
D'après le statut d'autonomie de la Communauté valencienne, les Corts Valencianes sont l'institution de la Généralité valencienne qui représente le peuple valencien, par l'intermédiaire de parlementaires, élus au suffrage universel direct, libre et secret.
La dénomination Corts Valencianes trouve son origine dans la volonté de ressusciter une entité historique, mais le système de représentation, les compétences et le fonctionnement actuels ne ressemblent pas à ceux des Corts Valencianes historiques, qui rassemblaient les représentants de l'Église, de la noblesse et du roi.
Le statut d'autonomie définit le Parlement essentiellement au chapitre II, titre II, et notamment sa composition, ses fonctions, les principes fondamentaux du système électoral et trace le cadre général du statut des députés. Un règlement intérieur, dont la rédaction actuelle date du 30 juin 1994, définit en outre l'organisation et le fonctionnement des Corts. 

## Siège
Le Parlement siège à Valence, au palais de Benicarló, également connu sous le nom de palais des Borgia.

## Loi électorale
Selon le statut, le Parlement ne peut compter moins de 99 députés. C'est ce nombre qui a été retenu par la loi électorale. Les députés sont répartis selon les provinces, qui constituent les circonscriptions électorales. Pour la Xe législature ont été élus 35 députés pour la circonscription d'Alacant, 24 députés pour celle de Castelló et 40 députés pour celle de Valence. Pour être élu député, les candidats doivent faire partie d'une liste qui doit obtenir au moins 5 % du nombre total des votes de la Communauté. Pour les listes qui franchissent cette limite, la répartition des sièges se fait suivant la méthode d'Hondt.